# Johann Christian Lauber
Johann Christian Lauber (* 29. Januar 1732 in Hannover; † 19. Juni 1785) war ein deutscher Tischlermeister.

## Leben
Johann Christian Lauber wurde zur Zeit des Kurfürstentums Hannover geboren und arbeitete ab dem Jahr 1755 vielfach mit dem ebenfalls aus der Stadt Hannover stammenden Hofbildhauer Johann Friedrich Blasius Ziesenis zusammen, aber auch mit dem Maler und Hof-Vergolder Johann August Bartels. Das Dreigespann schuf beispielsweise den gemeinsam mit anderen Handwerkern errichteten Aufbau am Altar der St.-Osdag-Kirche in Mandelsloh.

## Werke (Auswahl)
- Altaraufsatz in der St.-Osdag-Kirche in Mandelsloh; gemeinsam mit Ziesenis und Bartels[1]
- 1779 entworfener Umgangskanzelaltar in der Kirche in Horst, Andreasstraße 5[2]
- 1776/78 Altar in der St.-Jacobi-Kirche in Husum, Schnitzereien von Ziesenis[3]
- Zwischen 1782 und 1784, gemeinsam mit Ziesenis: Hölzerne Taufe und Kanzelaufsatz für die Jakobikirche während der Erneuerung des Langeschiffes. Der Kanzelaufsatz wurde nach Kriegszerstörungen durch den Zweiten Weltkrieg vereinfacht wiederhergestellt.[4]